# Berezeni
Berezeni est une commune roumaine située dans le județ de Vaslui.